# Marian Papis
Marian Papis (ur. 4 lutego 1933 w Nieznamierowicach) – polski samorządowiec, dziennikarz i polityk, prezes Zjednoczenia Chrześcijańsko-Narodowego (2009–2010).

## Życiorys
Ukończył historię na Katolickim Uniwersytecie Lubelskim. Był dziennikarzem w „Odgłosach” i „Słowie Powszechnym”. Pełnił funkcję przewodniczącego Zarządu Wojewódzkiego Stowarzyszenia PAX w Skierniewicach. Na początku lat 80. zaangażował się w działalność opozycyjną, w okresie stanu wojennego został internowany. Po przemianach politycznych pełnił funkcję zastępcy redaktora naczelnego dziennika „Głos Poranny”. W 2002 opublikował książkę Internowani z regionu łódzkiego.
W wyborach w 1991 bez powodzenia ubiegał się o mandat poselski z ramienia Chrześcijańskiej Demokracji w województwie łódzkim. W 1994 i 1998 wybierany w skład rady miejskiej w Łodzi. Mandat obejmował także w kolejnych dwóch kadencjach po rezygnacji innego z radnych. Bezskutecznie kandydował do Sejmu w 1997 z listy AWS i 2001 z ramienia AWSP.
Członek Stowarzyszenia Dziennikarzy Polskich, Łódzkiego Porozumienia Obywatelskiego oraz Chrześcijańskiego Ruchu Samorządowego (gdzie objął funkcję skarbnika). W marcu 2009 został prezesem reaktywowanego w grudniu 2008 Zjednoczenia Chrześcijańsko-Narodowego, w styczniu 2010 stronnictwo zostało jednak ponownie wykreślone z ewidencji partii politycznych.

## Odznaczenia
W 2007, za wybitne zasługi w działalności na rzecz przemian demokratycznych w Polsce, został odznaczony przez prezydenta Lecha Kaczyńskiego Krzyżem Kawalerskim Orderu Odrodzenia Polski. W 2021 odznaczony Krzyżem Wolności i Solidarności. W 2023 otrzymał Medal Stulecia Odzyskanej Niepodległości. W 2001 uhonorowany Odznaką „Za Zasługi dla Miasta Łodzi”.